# Brève bleue
Hydrornis cyaneus
Espèce
Statut de conservation UICN

 LC  : Préoccupation mineure
La Brève bleue (Hydrornis cyaneus) est une espèce de passereaux de la famille des Pittidae.

## Description

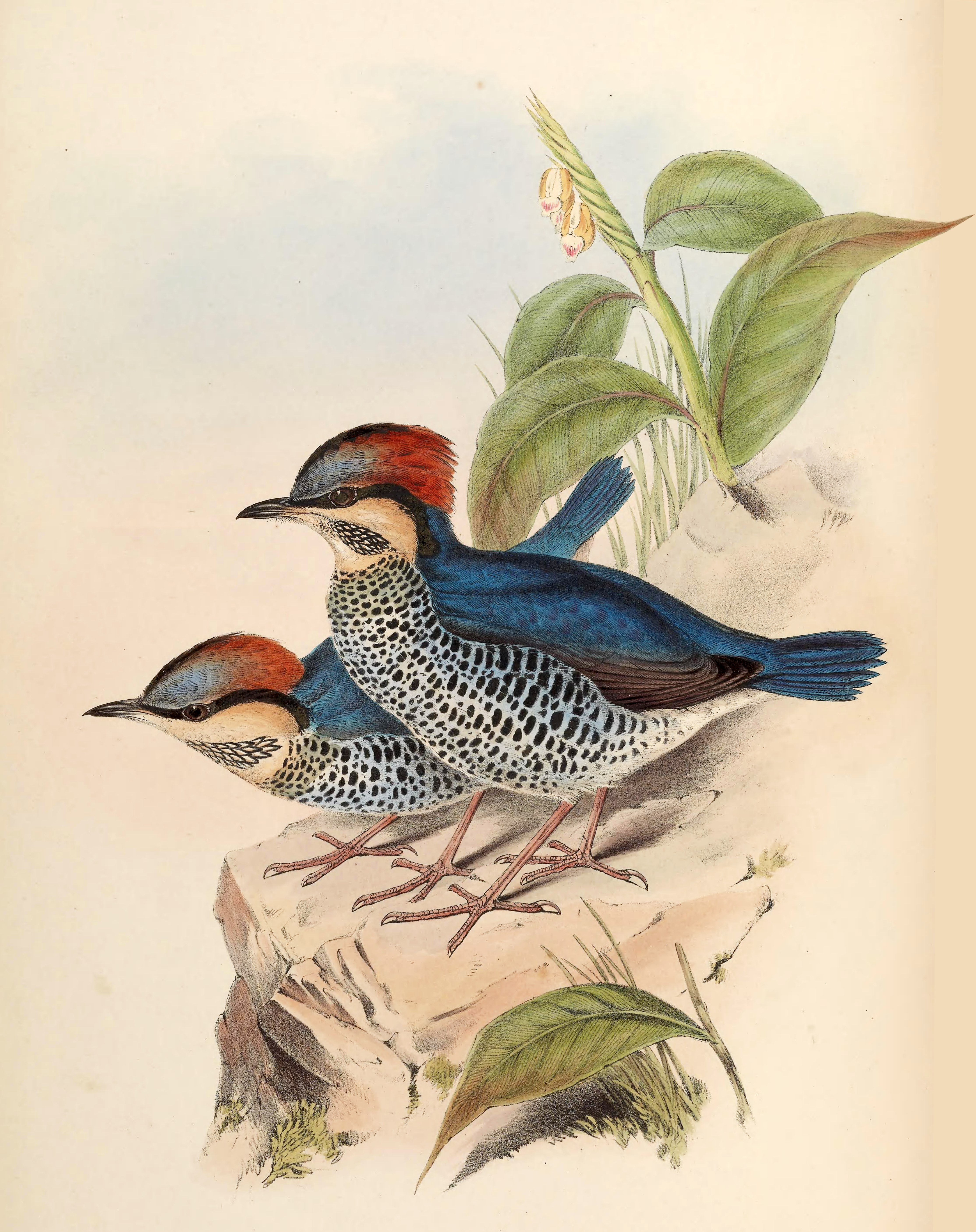

Cet oiseau peuple l'Indochine et les zones limitrophes du Yunnan et du Nord-Est de l'Inde.

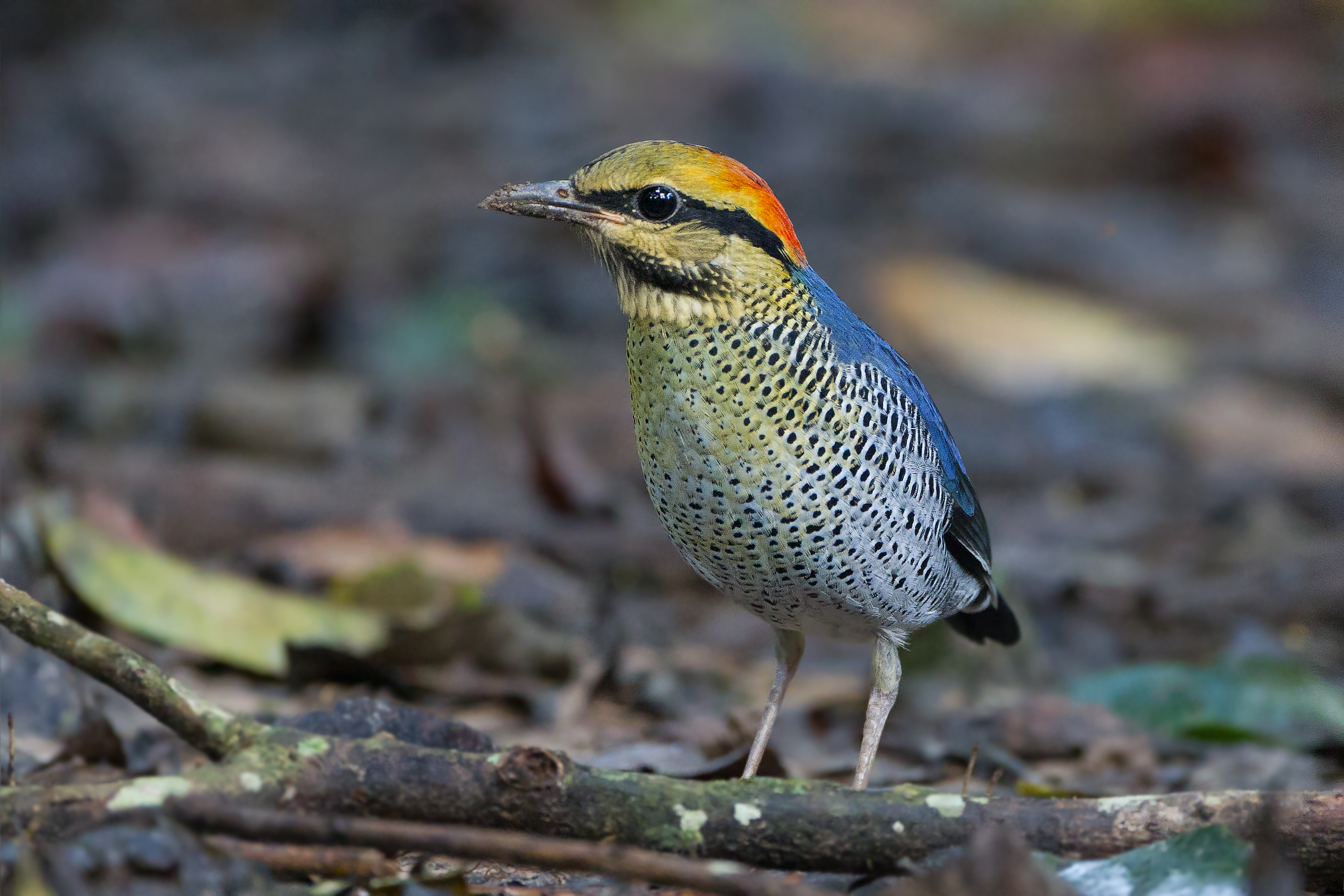
Brève bleue, parc national de Khao Yai, Thaïlande